# Glock 28
Die Glock 28 ist eine halbautomatische Pistole im Kaliber .380 ACP. Wie die Glock 25 hat sie keinen verriegelten, sondern einen verzögerten Masseverschluss. Hersteller ist die österreichische Firma Glock Ges.m.b.H.